# Oriana Fallaci
Oriana Fallaci (Firenze, 29 giugno 1929 – Firenze, 15 settembre 2006) è stata una giornalista e scrittrice italiana.
Partecipò giovanissima alla Resistenza italiana e fu la prima donna italiana ad andare al fronte in qualità di inviata speciale. Fu una grande sostenitrice della rinascita culturale ellenica e ne conobbe le più importanti personalità, tra cui Alexandros Panagulis, del quale fu la compagna dal 1973 fino alla morte di questi nel 1976. Durante gli ultimi anni di vita fecero discutere le sue dure prese di posizione contro l'Islam, in seguito agli attentati dell'11 settembre 2001 a New York, città dove viveva. Come scrittrice, con i suoi dodici libri, ha venduto circa venti milioni di copie in tutto il mondo.

## Biografia
Era la figlia primogenita di Edoardo Fallaci, artigiano, di origini toscane e romagnole e di Tosca Cantini, casalinga toscana di lontane origini catalane (trisavola catalana). In famiglia erano quattro sorelle: Oriana, Neera e Paola, anch'esse giornaliste e scrittrici, ed Elisabetta, figlia adottata dalla famiglia Fallaci.

### L'apporto alla Resistenza italiana
Il padre, iscritto fin da giovanissimo al PSI, fu un attivo antifascista che coinvolse la figlia, giovanissima, nella Resistenza col compito di staffetta. La giovane Oriana si unì così alle Brigate Giustizia e Libertà, formazioni partigiane del Partito d'Azione, vivendo in prima persona i drammi della guerra: nel 1944, durante l'occupazione di Firenze da parte dei nazisti, il padre fu catturato e torturato a villa Triste dai fascisti comandati da Mario Carità, e in seguito rilasciato, mentre la Fallaci fu impegnata come staffetta per trasportare munizioni da una parte all'altra dell'Arno attraversando il fiume nel punto di secca dal momento che i ponti erano stati distrutti dai tedeschi. Per il suo attivismo durante la guerra ricevette, nel dopoguerra, un riconoscimento d'onore dell'Esercito Italiano.

### L'esordio nel giornalismo

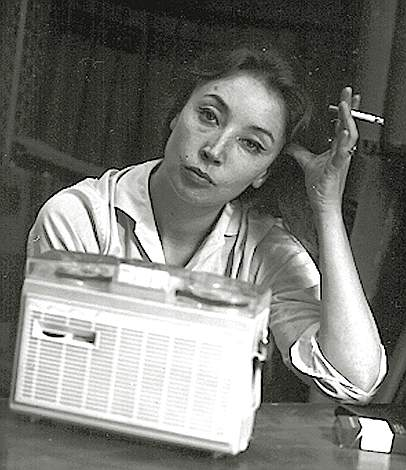
La giovane Oriana Fallaci

Dopo aver conseguito la maturità presso il Liceo classico "Galileo", si iscrisse alla facoltà di medicina presso l'Università di Firenze. Dopo un breve passaggio a Lettere, lasciò l'università per dedicarsi al giornalismo, esortata in particolare dallo zio Bruno Fallaci, egli stesso giornalista. Conobbe anche Curzio Malaparte, che considerò come un suo maestro.
Esordì, ancora studentessa, al Mattino dell'Italia centrale, quotidiano fiorentino d'ispirazione cattolica, dove si occupò di svariati argomenti, dalla cronaca nera, alla cronaca giudiziaria al costume. Allorché si rifiutò di scrivere un articolo contro Palmiro Togliatti, come le aveva ingiunto il direttore del Mattino, il quotidiano interruppe la collaborazione. Successivamente si trasferì a Milano, dove iniziò a lavorare al settimanale Epoca di Mondadori, allora diretto da suo zio Bruno Fallaci che, per non favorirla, la tenne chiusa in redazione a limare e correggere gli articoli dei collaboratori, per poi affidarle le cronache sulla allora nascente alta moda italiana. La giovane Fallaci fu presente alla prima storica sfilata del 1952 presso la Sala Bianca di Palazzo Pitti a Firenze.
Quando lo zio lasciò Epoca, anche Oriana lasciò il periodico per L'Europeo, diretto all'epoca da Michele Serra. Per il settimanale si trasferì a Roma, il centro della cronaca mondana dell'epoca (erano gli anni della dolce vita). Serra riconobbe il grande talento della giovane giornalista e lanciò la sua carriera. Nel gennaio 1956 giunse per la prima volta a Los Angeles, visitando poi anche Washington e New York,, per svelare i segreti che regolano il mondo patinato di Hollywood. Da quest'esperienza trasse il materiale per il suo primo libro, I sette peccati di Hollywood (Longanesi), dove racconta i retroscena della vita mondana di Hollywood. La prefazione del libro fu firmata da Orson Welles.
Di ritorno da Hollywood, incontrò Alfredo Pieroni, corrispondente da Londra per La Settimana Incom illustrata. Tra i due ebbe inizio una relazione e nella primavera del 1958 Oriana Fallaci scoprì di aspettare un figlio da lui. Nel maggio 1958, a Parigi, ebbe un aborto spontaneo e lei stessa rischiò la vita. Il 28 giugno si recò a Londra per incontrare per l'ultima volta Pieroni. In piena depressione, tentò il suicidio ingerendo una grande quantità di sonniferi.

### Gli anni sessanta
Nel 1961 realizzò un reportage sulla condizione della donna in Oriente, che divenne il suo primo successo editoriale come scrittrice, Il sesso inutile (Rizzoli). Nel 1962 uscì Penelope alla guerra, la sua prima opera narrativa. Il libro racconta la storia di Giò, una ragazza italiana che, per motivi di lavoro (fa la soggettista), si reca a New York dove incontra persone del suo passato. Nel 1963 pubblicò Gli antipatici, un'antologia di ritratti al vetriolo di personaggi famosi del cinema e della cultura intervistati per L'Europeo. Tutti questi libri furono molto venduti in Italia e vennero tradotti nelle principali lingue occidentali.
Nel 1965 Oriana Fallaci partì per gli Stati Uniti per andare a intervistare astronauti e tecnici della NASA impegnati nei programmi spaziali. Da quell'esperienza nacque l'opera Se il sole muore, che la scrittrice dedica a suo padre. Per scrivere il libro incontrò il capo progetto della missione, lo scienziato tedesco Wernher von Braun, colui che durante la seconda guerra mondiale aveva progettato per la Germania nazista i missili V2, e che in quel periodo era il direttore della NASA, impegnato nello sviluppo del progetto Saturn.
Nel 1967 si recò in qualità di corrispondente di guerra per L'Europeo in Vietnam. Ritornò nel paese asiatico ben dodici volte in sette anni raccontando la guerra e criticando sia Viet Cong e comunisti, sia statunitensi e sudvietnamiti, documentando menzogne e atrocità, ma anche eroismi e umanità di un conflitto che la Fallaci definì una «sanguinosa follia». Le esperienze di guerra vissute in prima persona vennero raccolte nel saggio Niente e così sia pubblicato nel 1969.
A metà del 1968 la giornalista lasciò provvisoriamente il fronte per tornare negli Stati Uniti a seguito della morte di Martin Luther King e di Robert Kennedy e delle rivolte studentesche di quegli anni. In un passaggio di Niente e così sia irride «i vandalismi degli studenti borghesi che osano invocare Che Guevara e poi vivono in case con l'aria condizionata, che a scuola ci vanno col fuoristrada di papà e che al night club vanno con la camicia di seta».
Il 2 ottobre 1968, alla vigilia dei Giochi olimpici, durante una manifestazione di protesta degli studenti universitari messicani contro l'occupazione militare del campus dell'UNAM, oggi ricordata come il massacro di Tlatelolco, rimase ferita in Piazza delle tre culture a Città del Messico da una raffica di mitra. Morirono centinaia di giovani (il numero preciso è sconosciuto) e anche la giornalista fu creduta morta e portata in obitorio: solo in quel momento un prete si accorse che era ancora viva. La Fallaci definì la strage «un massacro peggiore di quelli che ho visto alla guerra».
Come corrispondente di guerra seguì anche i conflitti tra India e Pakistan, in Sud America e in Medio Oriente.
Nel 1969 tornò negli USA per assistere al lancio della missione Apollo 11: il resoconto di quell'esperienza è raccolto nel libro Quel giorno sulla Luna pubblicato nel 1970. Intervistò anche il comandante dell'Apollo 12, Charles Conrad, alla vigilia del suo lancio. Espresse il dubbio che tutte le frasi degli astronauti, inclusa la celebre "È un piccolo passo per un uomo..." di Armstrong fossero decise a tavolino dalla NASA. Conrad le assicurò di no, e scommisero una bottiglia di liquore. Scendendo sulla Luna Conrad stupì il controllo missione esclamando "Whoopie! Man, that may have been a small one for Neil, but that's a long one for me". Ovvero "Heilà! Ragazzi, sarà stato un piccolo passo per Neil, ma è bello lungo per me!" (Conrad ironizzava sulla propria bassa statura). Fallaci pare non abbia pagato la bottiglia, ma regalò a Conrad un abbonamento a Playboy. Conrad portò sulla Luna una foto di Fallaci bambina.

### Gli anni settanta e l'incontro con Panagulis

Alexandros Panagulis premiato a Palazzo Medici a Firenze (1974)

Il 22 agosto 1973 Oriana Fallaci conobbe Alexandros Panagulis, un leader dell'opposizione greca al regime dei colonnelli, che era stato perseguitato, torturato e incarcerato a lungo. Si incontrarono il giorno in cui egli uscì dal carcere: ne diventerà la compagna di vita fino alla morte di lui, avvenuta in un misterioso incidente stradale il 1º maggio 1976. Secondo quanto scrisse, rimase incinta del patriota greco, ma dopo un litigio con lo stesso Panagulis ebbe un aborto spontaneo (il secondo o il terzo della sua vita). Dalla vicenda della maternità mancata trasse il libro Lettera a un bambino mai nato, il primo libro che non nacque da un'inchiesta giornalistica. Fu un grande successo editoriale: vendette 4 milioni e mezzo di copie in tutto il mondo. Secondo il nipote Edoardo Perazzi, invece, il libro fu scritto nel 1967 e quindi il figlio abortito non era di Panagulis, o perlomeno la storia raccontata non si riferirebbe al periodo della relazione con lui, ma probabilmente a quella con uno statunitense nel 1965.

Oriana Fallaci intervista l'ayatollah Khomeini

Nel 1975 lei e Panagulis collaborarono alle indagini sulla morte di Pier Paolo Pasolini, amico della coppia. 
La storia di Panagulis verrà raccontata dalla scrittrice nel romanzo Un uomo, pubblicato nel 1979, oltre che in una lunga intervista, poi raccolta in Intervista con la storia. Lei ha sempre considerato l'incidente di Panagulis un vero e proprio omicidio politico, ordinato da politici che avevano fatto carriera con la giunta militare. La morte dell'amato compagno segnò indelebilmente la vita della scrittrice.
All'attività di reporter hanno fatto seguito le interviste con importanti personalità della politica, le analisi dei fatti principali della cronaca e dei temi contemporanei più rilevanti. Tra i personaggi da lei intervistati: re Husayn di Giordania, Võ Nguyên Giáp, Pietro Nenni, Giulio Andreotti, Giorgio Amendola, l'arcivescovo Makarios, il citato Alekos Panagulis, Nguyễn Cao Kỳ, Yasser Arafat, Mohammad Reza Pahlavi, Hailé Selassié, Henry Kissinger, Walter Cronkite, Federico Fellini, Indira Gandhi, Golda Meir, Nguyễn Văn Thiệu, Zulfiqar Ali Bhutto, Deng Xiaoping, Willy Brandt, Sean Connery, Muʿammar Gheddafi, Enrico Berlinguer, Tenzin Gyatso, Pier Paolo Pasolini e l'ayatollah Khomeini. Alcune di queste interviste sono raccolte nel libro Intervista con la storia uscito nel 1974.
L'intervista con Khomeini fu la più celebre: durante l'intervista ella gli rivolse domande dirette, lo apostrofò come «tiranno» e si tolse il chador che era stata costretta a indossare per essere ammessa alla sua presenza, dopo che l'ayatollah, alle incalzanti domande sulla condizione della donna in Iran, disse che la veste islamica era per donne "perbene", e se non le andava bene non doveva metterla; l'ayatollah abbandonò la stanza e terminò l'intervista il giorno dopo. L'irritato Khomeini fece riferimento alla giornalista in un discorso successivo, chiamandola "quella donna" e indicandola come esempio da non seguire.
Inoltre, a causa di un equivoco, il giorno prima di incontrarlo fu costretta a un matrimonio temporaneo sciita (cioè annullabile automaticamente dopo un termine prefissato) con il proprio interprete. Difatti un mullā la vide mentre si cambiava i vestiti per mettersi il chador nel palazzo di Qom, e nella stessa stanza vi era l'interprete (sposato con una spagnola), ma secondo la legge in vigore in Iran un uomo non può appartarsi con una donna che non è sua moglie, altrimenti si rischia la condanna a morte per adulterio. Lo stesso mullā, addetto al "matrimonio riparatore", sbagliò i nomi dei due "sposi" e, paradossalmente, fu quindi "sposata" con il mullā stesso, almeno secondo la legge iraniana.
In seguito, nella successiva visita in Iran durante la crisi degli ostaggi per tentare di intervistare Banisadr, le fu impedito di uscire dall'albergo dai basiji; per riuscire a tornare in Italia, non riuscendo a contattare l'ambasciatore, telefonò a Ingrid Bergman la quale avvisò il Presidente della Repubblica Sandro Pertini. Pertini contattò l'ambasciata che richiamò le autorità di Teheran e la Fallaci fu lasciata libera.
Nel 1976 sostenne le liste del Partito Radicale, anche per le loro campagne femministe. Nel 1981 intervista invece Lech Wałęsa. Consegnandole la laurea honoris causa in letteratura nel 1977, il rettore del Columbia College di Chicago, Mirron "Mike" Alexandroff, la definì uno degli autori più letti e amati del mondo. Ha scritto e collaborato per numerosi giornali e periodici, tra cui: The New Republic, The New York Times, Life, Le Nouvel Observateur, The Washington Post, Look, Stern, e Corriere della Sera.

### Insciallahe il trasferimento a New York
Nel 1990 uscì il romanzo Insciallah in cui Oriana Fallaci coniuga la ribalta internazionale con il racconto. Il libro è ambientato tra le truppe italiane inviate nel 1983 a Beirut nell'ambito della Forza Multinazionale in Libano. Ottenne dall'allora ministro della difesa Spadolini di essere accreditata presso il contingente italiano. Il libro si apre con il racconto del primo duplice attentato suicida dei kamikaze islamici contro le caserme statunitensi e francesi che causò 299 morti tra i soldati. Durante l'esperienza in Libano, conobbe il sergente dell'Esercito e futuro astronauta Paolo Nespoli. Questo incontro fu determinante per la decisione di Nespoli di continuare gli studi e coltivare il sogno di volare tra le stelle. I due ebbero poi una relazione durata cinque anni.
Dopo l'uscita di Insciallah la scrittrice si isolò andando a vivere a New York, in un villino a due piani sulla 61ª strada, nell'Upper East Side di Manhattan. Qui incominciò a scrivere un romanzo la cui lavorazione, durata per tutti gli anni novanta, venne interrotta dai fatti dell'11 settembre 2001.
In questo periodo, all'inizio degli anni novanta, scoprì di avere un cancro ai polmoni che lei più tardi definirà «L'Alieno». La Fallaci era un'assidua fumatrice, ma attribuì la maggior responsabilità del cancro all'aver respirato, in Kuwait, dove si trovava per seguire la guerra del Golfo nel 1991, il fumo dei pozzi di petrolio fatti incendiare da Saddam Hussein.
Per la scrittrice, New York rimarrà dimora di passaggio: «Comunque la mia vera casa non è quella. Io considero la mia vera casa la villa che ho a Greve in Chianti: un insieme rustico e bello, dove abitano anche i miei genitori con la mia sorellina».

### Dopo l'11 settembre

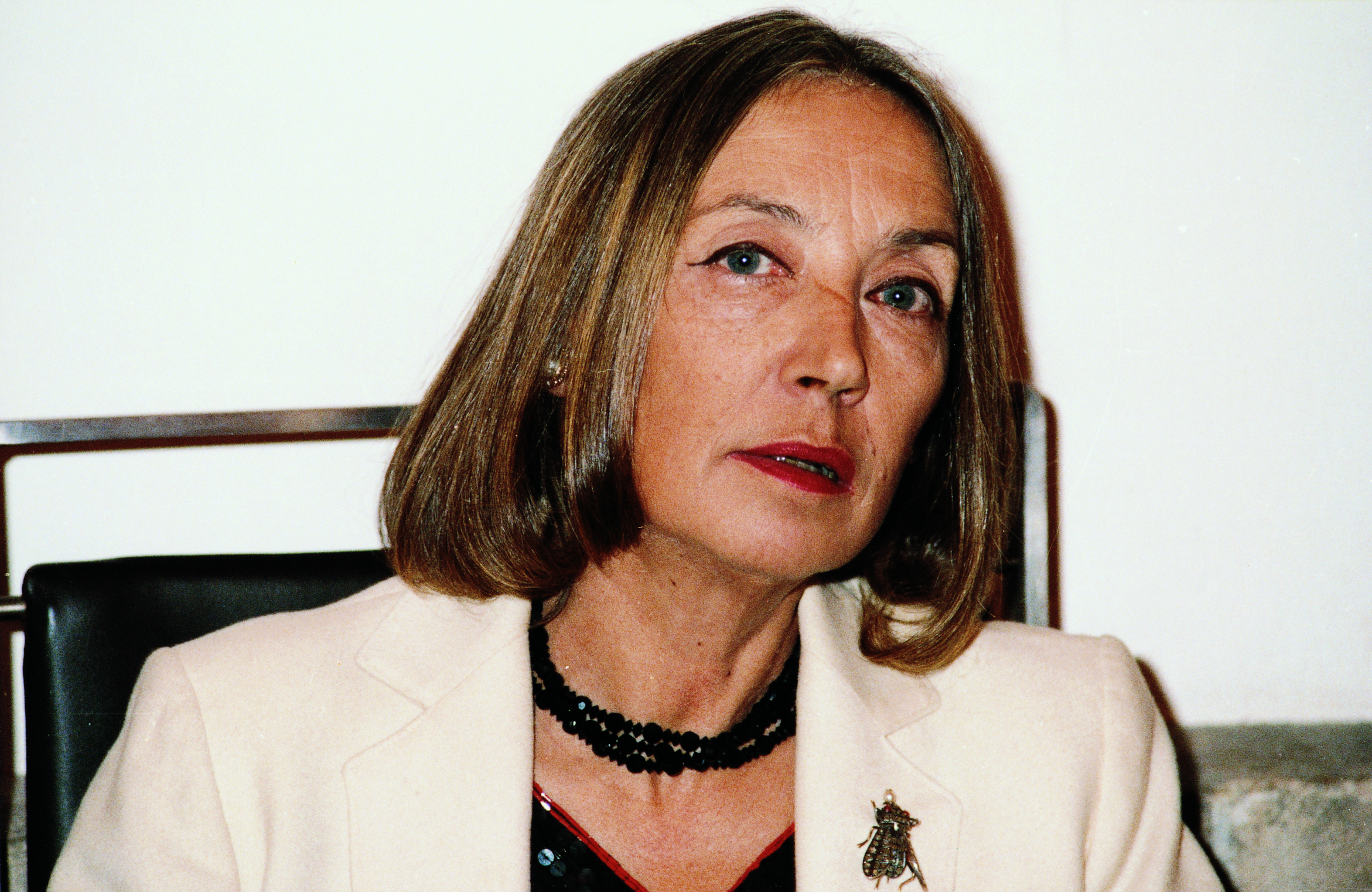
Oriana Fallaci nel 1987

I suoi libri e articoli sulle tematiche dell'11 settembre hanno suscitato sia elogi sia contestazioni nel mondo politico e nell'opinione pubblica. La scrittrice vi denuncia la decadenza della civiltà occidentale che, minacciata dal fondamentalismo islamico, ritiene incapace di difendersi.
Riteneva infatti che la crescente pressione esercitata negli ultimi anni dall'immigrazione islamica verso l'Europa, e l'Italia in particolare, unita a scelte politiche, a suo parere inappropriate, e all'aumentare di atteggiamenti di reciproca intolleranza, fosse la dimostrazione della veridicità delle sue tesi. Secondo la sua opinione, staremmo assistendo a un pianificato tentativo del mondo musulmano di islamizzazione dell'Occidente (cosiddetta "teoria di Eurabia"), basato su quelle che a suo parere erano le strutture portanti del Corano, come testimoniato da oltre un millennio di conflitti e ostilità tra musulmani e cristiani.

Favorevole all'intervento militare in Afghanistan, espresse invece alcune perplessità rispetto alla guerra in Iraq del 2003, non perché volesse difendere Saddam (anzi, essa sostenne il fatto, dimostratosi erroneo, di un coinvolgimento diretto del regime iracheno con al-Qaida), bensì perché riteneva che la guerra avrebbe innescato una situazione pericolosa: 
In seguito criticò duramente i soldati statunitensi responsabili delle torture nella prigione di Abu Ghraib.
Pur continuando a esprimere opinioni anticlericali e dichiarandosi ne La forza della ragione "atea-cristiana", dichiarò pubblicamente la sua ammirazione verso papa Benedetto XVI, che l'ha ricevuta a Castel Gandolfo in udienza privata il 27 agosto 2005. Di lui ammirava, oltre che la visione critica sull'Islam, la volontà di non voler convertire gli atei come lei: «Ma sapete che cosa dice lui agli atei come me? Dice: «Ok. (L'ok è mio, ovvio). Allora Veluti si Deus daretur. Comportatevi come se Dio esistesse». Parole da cui desumo che nella comunità religiosa vi sono persone più aperte e più acute che in quella laica alla quale appartengo. Talmente aperte ed acute che non tentano nemmeno, non si sognano nemmeno, di salvarmi l'anima cioè di convertirmi». L'incontro doveva rimanere segreto, su richiesta della giornalista, ma la notizia è stata resa pubblica tre giorni dopo l'incontro, mentre i contenuti del colloquio non sono mai stati resi noti.
Nel marzo 2005 il quotidiano Libero lanciò una raccolta di firme affinché il Presidente della Repubblica la nominasse senatrice a vita. Vennero raccolte oltre 75 000 firme.

### La morte

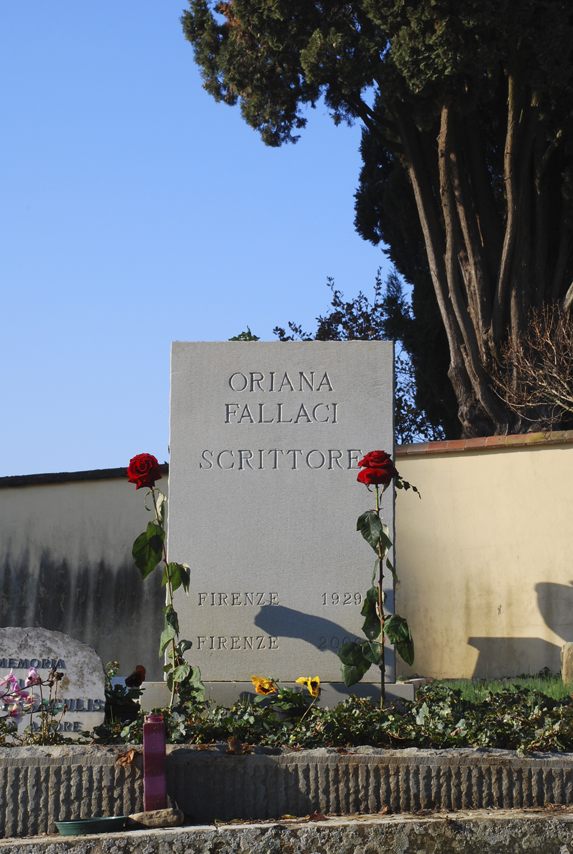
La tomba di Oriana Fallaci al cimitero Evangelico agli Allori di Firenze (Settore I - XV - 10)

Morì a Firenze il 15 settembre 2006, a 77 anni, dopo un peggioramento delle sue condizioni di salute dovuto al cancro ai polmoni che da anni l'aveva colpita. Poche settimane prima aveva lasciato la dimora di Manhattan, essendo suo preciso desiderio trascorrere l'ultimo scorcio di vita nella città in cui era nata: «Voglio morire nella torre dei Mannelli guardando l'Arno dal Ponte Vecchio. Era il quartier generale dei partigiani che comandava mio padre, il gruppo di Giustizia e Libertà. Azionisti, liberali e socialisti. Ci andavo da bambina, con il nome di battaglia di Emilia. Portavo le bombe a mano ai grandi. Le nascondevo nei cesti di insalata». Per permetterle di ritornare in Italia in modo riservato, Silvio Berlusconi le mise a disposizione un aereo privato. Non fu possibile però, data l'inadeguatezza del luogo a ospitare una persona in precario stato di salute, far alloggiare la Fallaci nella torre del Mannelli. La scrittrice venne quindi ricoverata nella clinica Santa Chiara, dove poi morì.
È sepolta nel cimitero degli Allori, di rito evangelico, ma che ospita anche tombe di atei, musulmani ed ebrei, a Firenze nel quartiere del Galluzzo, nella tomba di famiglia accanto a un cippo commemorativo di Alekos Panagulis, suo compagno di vita. Con la bara sono stati sepolti una copia del Corriere della Sera, tre rose gialle e un Fiorino d'oro (premio che la città di Firenze, con grandi polemiche, non aveva voluto conferirle), donatole da Franco Zeffirelli.
Per sua espressa volontà, larga parte del suo grande patrimonio librario è stato donato, insieme con altri cimeli come lo zaino usato dalla scrittrice in Vietnam, alla Pontificia Università Lateranense di Roma, il cui rettore era allora monsignor Rino Fisichella, amico personale della scrittrice, che le stette vicino in punto di morte. Nell'annunciare la donazione, Fisichella ha definito questo come l'ultimo regalo a papa Benedetto XVI, per il quale la scrittrice nutriva «un'autentica venerazione».
Il romanzo, che aveva smesso di scrivere dopo gli attentati dell'11 settembre, fu pubblicato il 30 luglio 2008. Il libro, intitolato Un cappello pieno di ciliege, è una saga familiare che attraversa la storia italiana dal 1773 al 1889.

## Controversie
Nel periodo 2001-2006 le sue forti prese di posizione provocarono diverse polemiche e reazioni in Italia e all'estero.

### No-global e sinistra
Nel novembre 2002 la scrittrice volò in Italia da New York allo scopo di opporsi all'autorizzazione della manifestazione organizzata dai no-global a Firenze per il timore che potessero verificarsi eventi simili ai fatti del G8 di Genova del 2001. Incontrò l'allora ministro dell'Interno Giuseppe Pisanu (Forza Italia), l'allora segretario DS Piero Fassino e l'allora prefetto di Firenze Achille Serra e pubblicò una lettera aperta sul Corriere della Sera, nella quale chiese ai fiorentini di listare la città a lutto al passare dei manifestanti. Il corteo dei no-global non passò per le vie del centro storico (solo la manifestazione inaugurale si tenne in piazza Santa Croce) e si risolse senza incidenti di rilievo. Secondo lei, la manifestazione s'era svolta senza incidenti grazie al servizio d'ordine della CGIL che era riuscito a "narcotizzare i gruppi facinorosi del caotico movimento detto no-global". La Fallaci ricordò poi i trascorsi nella Repubblica Sociale Italiana di Dario Fo, presente alla manifestazione con la moglie Franca Rame. Durante il corteo vennero anche esposti cartelli di insulti rivolti alla scrittrice. Dal palco, la stessa Franca Rame la definì una terrorista.
Sabina Guzzanti, inoltre, ne fece un'imitazione caricaturale:
(Sabina Guzzanti - imitazione di Oriana Fallaci)
Dal pubblico qualcuno urlò la frase «Che ti venga un cancro» alla Guzzanti, la quale, sempre imitando la Fallaci, rispose: «Ce l'ho già, e ti venisse anche a te e alla tu' mamma».

La Fallaci rispose alla Guzzanti dichiarando: 
e sul libro La forza della ragione la definì «un'imitatrice senza intelligenza e senza civiltà» e «un'oca crudele che mi impersona con l'elmetto in testa e deride la mia malattia».
Già nei suoi precedenti libri e articoli ci sono dure critiche verso il potere giudiziario, in particolare nell'aprile 2005, in un articolo su Il Foglio di Giuliano Ferrara, aveva affermato che in Italia «lo strapotere dei magistrati ha raggiunto vette inaccettabili. Impuniti e impunibili, sono i magistrati che oggi comandano. Manipolando la Legge con interpretazioni di parte cioè dettate dalla loro militanza politica e dalle loro antipatie personali, approfittandosi della loro immeritata autorità e quindi comportandosi da padroni». In seguito accusò la Sinistra Italiana, la quale, avendo compreso quale sia lo "strapotere" della magistratura, "se ne serve senza pudore". Tale situazione, secondo la scrittrice, si stava verificando anche negli Stati Uniti: "In America, oggi, il rischio della dittatura non viene dal potere esecutivo: viene dal potere giudiziario". Nel libro Oriana Fallaci intervista sé stessa - L'Apocalisse, la scrittrice fiorentina fa riferimento alla sentenza della Corte costituzionale n. 222/2004, la quale dichiarava costituzionalmente illegittimo l'art. 14 della legge Bossi-Fini, la quale prevedeva l'arresto obbligatorio per lo straniero trattenutosi nel territorio dello Stato a seguito del provvedimento di espulsione. Lei si disse incredula per la decisione della Consulta («Quei magistrati hanno perso il senno»), ritenendo che tale sentenza fosse stata resa possibile dall'orientamento politico dei componenti della Corte: «Ho fatto una piccola inchiesta, ho scoperto che la maggior parte di loro sono diessini o simpatizzanti diessini, insomma persone allattate col latte dell'egemonia culturale, e l'incredulità è divenuta sgomento».

#### Comunismo
Ne La rabbia e l'orgoglio, riprendendo giudizi già espressi nei suoi scritti precedenti, critica l'ideologia del comunismo, affermando, citando anche parole di suo padre, che esso «proibisce alla gente di ribellarsi, governarsi, esprimersi, arricchirsi, e mette Sua Maestà lo Stato al posto dei soliti re. Il comunismo è un regime monarchico, una monarchia di vecchio stampo. In quanto tale taglia le palle agli uomini. E quando a un uomo gli tagli le palle non è più un uomo diceva mio padre. Invece di riscattare la plebe il comunismo trasforma tutti in plebe. Rende tutti morti di fame».
Ha etichettato inoltre i sindacati italiani come «un feudo personale di Karl Marx», epiteto rivolto anche ad alcuni magistrati, colpevoli, secondo la sua opinione, di interpretare la legge secondo le proprie convinzioni politiche e antipatie personali.
Ne La forza della ragione indirizzò una dura lettera aperta a Nadia Desdemona Lioce, leader delle Nuove Brigate Rosse.
Oriana Fallaci ha infatti sempre ritenuto importante la difesa della proprietà privata e della libertà economica.

### Islam e rapporti con la politica italiana
Sempre nel 2002 la scrittrice fiorentina venne citata in giudizio in Svizzera dal Centro Islamico e dall'Associazione Somali di Ginevra, dalla sede di Losanna di SOS Racisme e da un cittadino privato, per il contenuto ritenuto razzista de La rabbia e l'orgoglio. Nel novembre 2002 un giudice svizzero emise un mandato d'arresto per la violazione degli articoli 261 e 261bis del codice penale svizzero e ne richiese l'estradizione o, in alternativa, il processo da parte della magistratura italiana. L'allora ministro della giustizia Roberto Castelli respinse la richiesta ricordando loro che la Costituzione italiana protegge la libertà d'espressione. L'episodio è menzionato nel suo libro La forza della ragione.
In un'intervista pubblicata su The New Yorker nel maggio 2006, si dichiarò indignata per la costruzione di una moschea a Colle di Val d'Elsa dichiarando: «Se sarò ancora viva andrò dai miei amici di Carrara, la città dei marmi. Lì sono tutti anarchici; con loro prendo gli esplosivi e lo faccio saltare per aria. Non voglio vedere un minareto di 24 metri nel paesaggio di Giotto, quando io nei loro paesi non posso neppure indossare una croce o portare una Bibbia. Quindi, lo faccio saltare per aria!» La Federazione Anarchica Italiana si dissociò dalle parole della Fallaci dichiarando come fosse opportuno «non millantare amicizie o comunanza d'intenti con gli anarchici di Carrara o di qualunque altro posto nel mondo» e definendo la Fallaci «guerrafondaia».
Nell'intervento dichiarò inoltre di non amare i messicani, ricordando il modo orribile con cui venne trattata dalla polizia messicana del 1968, quando, ferita durante la manifestazione di protesta contro le Olimpiadi, venne spedita in obitorio ancora viva. A tal proposito dichiarò: «Se mi puntassero una pistola e mi dicessero di scegliere chi è peggio tra i musulmani e i messicani avrei un attimo di esitazione; poi sceglierei i musulmani perché mi hanno rotto le palle». L'articolo poi riporta l'ammirazione e interviste con Anna Magnani, Greta Garbo e Federico Fellini e molti altri.
Tratta anche della visione e opinione della politica italiana. Affermò di non aver votato per le elezioni politiche del 2006 né in Italia, né per posta da New York. Dopo aver definito Romano Prodi e Silvio Berlusconi «due fottuti idioti», riguardo al voto ha detto: «Perché la gente si umilia votando? Io non ho votato. No! Perché ho una dignità. Se a un certo punto mi fossi turata il naso e avessi votato per uno di loro mi sarei sputata in faccia».
All'interno del libro La forza della ragione scrisse una lettera aperta indirizzata a Gianfranco Fini. Con dure parole lo paragonò a Palmiro Togliatti a suo dire «Il comunista più odioso che abbia mai conosciuto», anticipando le future analogie intellettuali con alcuni temi della sinistra (come il voto agli immigrati): «Signor Fini, ma perché come capolista dell'Ulivo non si presenta Lei?» Nella stessa lettera inoltre definì con le parole «velenoso livore» il trattamento che la sinistra dedica a Silvio Berlusconi.
Alcuni giorni prima delle elezioni politiche del 2006 era circolata in rete una dichiarazione di voto firmata col nome Oriana Fallaci in cui l'autore dichiarava il proprio sostegno a Silvio Berlusconi. La giornalista smentì d'esserne l'autore che ha invece "vigliaccamente usato il suo nome".
Nell'ultimo libro della "Trilogia di Oriana Fallaci", Oriana Fallaci intervista sé stessa - L'Apocalisse (gli altri due sono La rabbia e l'orgoglio e La forza della ragione), la scrittrice fiorentina ripercorre i suoi rapporti con la politica, dalla richiesta fattale da Pietro Nenni di candidarsi per un seggio in Parlamento come indipendente nelle file del Partito Socialista Italiano, alla profonda critica verso lo schieramento di centro-sinistra della Seconda Repubblica. Proprio in virtù della sua vecchia vicinanza al movimento Giustizia e Libertà, al PSI, ma anche al Partito Radicale (per le elezioni del 1976 dichiarò di votare per i radicali a sostegno delle battaglie per i diritti civili), lei peraltro rifiutò sempre di essere etichettata come simpatizzante della destra: « [...] io non potrei mai schierarmi con la squadra di calcio che ha nome Destra».
Nelle pagine dello stesso libro dedicate a Silvio Berlusconi, la scrittrice riprende i giudizi espressi nei libri precedenti: «Ne La rabbia e l'orgoglio gli ho dedicato un capitoletto impietoso, quasi villano». Nonostante dica che Berlusconi «nasce dal merito, figlio dell'intelligenza» affermò che «quell'uomo è troppo presuntuoso». Tuttavia più volte ribadisce di non voler essere associata a quello che definisce il "cannibalismo" degli avversari di centro-sinistra «che cianciano di democrazia ma in fondo al cuore sono democratici quanto io son musulmana». Nell'ambiente politico degli anni 2000 uno dei suoi pochi amici era il futuro segretario del PSI Riccardo Nencini.
In una lettera scritta nel 2000 a Chicco Testa, resa successivamente nota dal quotidiano Il Riformista e ripresa da altri organi di stampa, Oriana Fallaci (che pure aveva partecipato personalmente alla Resistenza) criticò aspramente l'uccisione di Giovanni Gentile e definì quegli antifascisti che lo avevano assassinato dei "cacasotto". Secondo la sintesi proposta da Il Giornale, Fallaci scrive che «l'assassinio di Gentile fu una carognata ingiusta e vigliacca. Gentile non era fascista. Che gli antifascisti furono dei "cacasotto" perché uccisero un grande e inerme filosofo mentre non ebbero il coraggio di sminare i ponti di Firenze che i tedeschi avevano minato». Critiche a tale scritto della Fallaci vennero espresse da Luciano Canfora, Sergio Romano, Marcello Veneziani e Mirella Serri.
Criticò anche la Lega Nord, poiché la riteneva un movimento anti-patriottico.

### Eutanasia, omosessualità, aborto e Unione europea
Oriana Fallaci difese sempre il diritto all'aborto, in quanto simbolo di civiltà ed emancipazione femminile, come riporta in "Lettere a un bambino mai nato" e nell'intervista del programma "AZ: un fatto, come e perché" («Mi dispiace essere la prima donna a intervenire, ma la quarta persona a intervenire. Qui si sta parlando un problema che riguarda principalmente le donne e, come al solito, il dibattito prende avvio da due uomini… Io mi auguro che stasera ognuno di noi dimentichi che l'aborto non è un gioco politico. Che a restare incinte siamo noi donne, che a partorire siamo noi donne, che a morire partorendo o abortendo siamo noi. E che la scelta tocca dunque a noi. A noi donne. E dobbiamo essere noi donne a prenderla, di volta in volta, di caso in caso, che a voi piaccia o meno. Tanto se non vi piace, siamo lo stesso noi a decidere. Lo abbiamo fatto per millenni. Abbiamo sfidato per millenni le vostre prediche, il vostro inferno, le vostre galere. Le sfideremo ancora.") Negli ultimi anni aderì a tematiche del conservatorismo sociale. Nell'articolo sulla moschea di Colle di Val d'Elsa essa espone anche la sua personale contrarietà al matrimonio omosessuale («accontentatevi del sacrosanto diritto che il mondo civile riconosce a chiunque il diritto di amare chi si vuole, come si vuole» dice in Oriana Fallaci intervista sé stessa) e alle adozioni gay, affermando che la maternità appartiene alle donne. Criticò la cosiddetta "lobby gay" (« [...] come i musulmani vorrebbero che tutti diventassimo musulmani, loro vorrebbero che tutti diventassimo omosessuali»), pur dichiarando che l'omosessualità in sé non la turbasse affatto (affermò di essere stata grande amica di Pier Paolo Pasolini, omosessuale dichiarato, oltre che di Franco Zeffirelli. In un'occasione, affermò di aver ospitato due omosessuali, cacciati dal padrone di casa una volta scoperta la loro relazione; dichiarò di essere rimasta profondamente dispiaciuta della partenza dei due uomini, avendo costruito con essi un rapporto 'quasi familiare').
Nel 2004 si schierò contro l'eutanasia, riguardo al caso di Terri Schiavo, presentando le sue posizioni con un articolo apparso su Il Foglio, e contro il referendum abrogativo della legge sulla procreazione medicalmente assistita, con un articolo pubblicato dal Corriere della Sera.
Anche l'Unione europea fu da lei molto criticata, poiché la vedeva come un club di uomini e donne dell'alta finanza che soggiogavano i Paesi.

### Rapporti con la religione
Oriana Fallaci si dichiarò sempre atea e ammiratrice dell'illuminismo, ma negli ultimi anni della sua vita si avvicinò alla Chiesa cattolica, tramite l'amicizia personale con il vescovo Rino Fisichella e il cardinale Joseph Ratzinger, il futuro papa Benedetto XVI. Ammorbidì le sue posizioni anticlericali, aderendo, in funzione antislamica, anche ad alcuni aspetti della dottrina sociale della chiesa, come sui temi etici (in particolare negli articoli scritti nel biennio 2004-2006, riguardanti l'aborto e l'eutanasia). Inoltre fu considerata una neocon e teocon, che difendeva i simboli cristiani come simboli occidentali pur non convertendosi mai al cristianesimo praticato, nemmeno in punto di morte, e rimanendo "atea-cristiana", come si autodefinì. Difese, attraverso i suoi scritti, gli ebrei e il diritto a esistere dello Stato d'Israele, condannando fermamente l'antisemitismo.

### Femminismo
Ne La rabbia e l'orgoglio vengono espresse critiche al movimento delle femministe italiane, colpevoli di averla insultata anziché ringraziata "d'avervi spianato la strada di aver dimostrato che una donna può fare qualsiasi lavoro", in quanto esempio di donna totalmente emancipata che per prima aveva intrapreso un lavoro tipicamente compiuto dagli uomini. Le ha inoltre criticate per i recenti comportamenti: "Com'è che non organizzate mai una abbaiatina dinanzi all'ambasciata dell'Afghanistan o dell'Arabia Saudita o di qualche altro Paese musulmano?"

### Calcio
Il 19 giugno 2004 viene pubblicato sulla Gazzetta dello Sport un suo breve commento all'episodio avvenuto durante il campionato europeo di calcio 2004 in cui il calciatore italiano Francesco Totti sputò in direzione del danese Christian Poulsen. Nell'articolo, la Fallaci prese le difese di Totti: «Capisco le necessità professionali, ma io non avrei chiesto scusa a nessuno. Erano tre ore che quel danese lo prendeva a gomitate, pedate, stincate.»

## Onorificenze e riconoscimenti
Ha vinto il Premiolino nel 1961 "per l'articolo La sirena dei vent'anni, profilo della cantante Mina".
Nel 1970 vinse il Premio Bancarella con Niente e così sia. Nel 1979 le fu conferito il premio speciale del Presidente nell'ambito del Premio Viareggio per Un uomo.
Il 30 novembre 2005 ha ricevuto a New York il premio Annie Taylor per il coraggio del Center for the Study of Popular Culture ("Centro Studi di Cultura Popolare"). La scrittrice è stata onorata per "l'eroismo e il valore" che hanno fatto di lei «un simbolo nella resistenza contro il fascismo islamico e una combattente nella causa dell'umana libertà.» L'Annie Taylor Award (istituito in ricordo della prima persona che era riuscita a sopravvivere in un viaggio all'interno di una botte dalle cascate del Niagara) viene assegnato a individui che hanno mostrato e mostrano eccezionale coraggio in circostanze pesantemente avverse e di fronte a grave pericolo. David Horowitz, il fondatore del centro, motivando la premiazione, ha definito la Fallaci «un generale nella guerra per la libertà».
L'8 dicembre 2005 fu insignita dell'Ambrogino d'oro, il più prestigioso riconoscimento conferito dalla città di Milano.
Su proposta del Ministro dell'istruzione Letizia Moratti il 14 dicembre 2005 il Presidente della Repubblica Italiana Carlo Azeglio Ciampi ha insignito Oriana Fallaci con una medaglia d'oro quale "benemerita della cultura". Le sue condizioni di salute le hanno impedito di prendere parte alla cerimonia di consegna, in occasione della quale ha scritto: «La medaglia d'oro mi commuove perché gratifica la mia fatica di scrittrice e di giornalista, il mio impegno a difesa della nostra cultura, il mio amore per il mio Paese e per la Libertà. Le attuali e ormai note ragioni di salute mi impediscono di viaggiare e ritirare direttamente un omaggio che per me, donna poco abituata alle medaglie e poco incline ai trofei, ha un intenso significato etico e morale».
Il 22 febbraio 2006 il presidente del Consiglio regionale della Toscana Riccardo Nencini l'ha insignita della medaglia d'oro del consiglio stesso. Nencini ha motivato la sua scelta dicendo che essa era una delle bandiere della cultura toscana nel mondo. Durante la premiazione, avvenuta a New York, la scrittrice ha raccontato del suo tentativo di creare una vignetta su Maometto, in risposta alla montante polemica sulle vignette apparse sui giornali francesi e olandesi, che raffiguravano Maometto. A proposito ha dichiarato: «Disegnerò Maometto con le sue nove mogli, fra cui la bambina che sposò a 70 anni, le sedici concubine e una cammella col burqa. La matita, per ora, si è infranta sulla figura della cammella, ma il prossimo tentativo probabilmente andrà meglio».
Nel 2010 le è stato attribuito il Premio America alla memoria da parte della Fondazione Italia USA.

## Intitolazioni a Oriana Fallaci
- La Biblioteca Comunale di Magenta (MI) è intitolata a Oriana Fallaci.
- La Biblioteca Comunale di Pontevico (BS) è intitolata a Oriana Fallaci.[3]
- Nel 2007 il Comune di Milano le intitola una piccola area verde nel centro della città, il Giardino Oriana Fallaci.[senza fonte]
- Nel 2012 il Consiglio comunale di Firenze ha approvato una mozione per intitolarle una via o una piazza di Firenze e nel 2016 le è stato intitolato il piazzale con la grande vasca alla Fortezza.[100]
- Nel 2011 anche il comune di Molinella, in provincia di Bologna, le intitola una via; vari altri comuni hanno intitolato una via alla giornalista, tra cui Grosseto (nel 2017), Pavia, Colleferro, Segrate e Sutri (nel 2018).
- Nel 2015 il Comune di Castel Focognano (AR) le dedica una strada nei pressi di Pieve a Socana.[senza fonte]
- A Ponte San Pietro (BG) viene intitolata alla scrittrice la sala civica sita nel palazzo comunale.
- A Carrara, nei pressi della struttura fieristica Marmomacchine, vi è una strada intitolata alla scrittrice.[senza fonte]
- Il teatro civico di Ozieri, in provincia di Sassari, le è intitolato[senza fonte].
- Il 3 gennaio 2020 il comune di Vignola (MO) le ha intitolato una via.[101]
- Nel 2019 il comune di Albiate (MB) le ha intitolato una via.
- A Brescia, tra il Conservatorio e il Liceo Classico Arnaldo, le sono dedicati i "Giardini Oriana Fallaci".
- A Montefiore Conca (RN) è stata intitolata a suo nome la "Sala degli Archi" che si trova nel palazzo comunale.[102]
- Il comune di Somma Lombardo (VA) ha intitolato a suo nome la sala polivalente accanto al municipio.
- Il comune di Pisa (PI) ha intitolato a suo nome una rotonda.
- Il comune di Novara (NO) le ha dedicato in zona centrale una rotonda (tra viale Curtatone e il cavalcavia XXV Aprile)[non chiaro][103].

## Opere

### Libri pubblicati in vita
- I sette peccati di Hollywood, Milano, Longanesi, 1958.
- Il sesso inutile. Viaggio intorno alla donna, Milano, Rizzoli, 1961.
- Penelope alla guerra, Milano, Rizzoli, 1962. La storia si svolge a New York ed è la storia di una Penelope che non si rassegna al ruolo domestico di chi tesse la tela aspettando il ritorno di Ulisse ma, Ulisse lei stessa, viaggia alla ricerca della sua identità e della sua libertà.
- Gli antipatici, Milano, Rizzoli, 1963.
- Se il sole muore, Milano, Rizzoli, 1965.
- Niente e così sia, Milano, Rizzoli, 1969. Reportage dalla guerra del Vietnam. Un lungo diario di guerra fino alla rivolta degli studenti di Città del Messico per rispondere alla domanda di una bambina: "La vita, cos'è?"
- Quel giorno sulla Luna, Milano, Rizzoli, 1970.
- Intervista con la storia, Milano, Rizzoli, 1974. Raccolta di interviste realizzate per L'Europeo soprattutto con personaggi politici. Tra gli altri: Henry Kissinger, il generale Giap, Golda Meir, Yasser Arafat, re Husayn di Giordania, Indira Gandhi, Ali Bhutto, Pietro Nenni, Giulio Andreotti, Giorgio Amendola, l'arcivescovo Makarios e Alekos Panagulis.
- Lettera a un bambino mai nato, Milano, Rizzoli, 1975. Riscuote un grande successo, bestseller in tutto il mondo. La Fallaci immagina di parlare con il bambino che porta in grembo domandandosi se sia giusto o no donargli la vita. Il libro ha venduto 2 milioni di copie in Italia e 2 milioni e mezzo all'estero (è stato tradotto in 22 lingue).
- Un uomo, Milano, Rizzoli, 1979. Volume dedicato al suo compagno Alekos Panagulis, eroe della lotta contro la dittatura dei colonnelli in Grecia. Ha venduto 3 milioni e mezzo di copie.
- Insciallah, Milano, Rizzoli, 1990. ISBN 88-17-85374-7. Romanzo ambientato in Libano ai tempi della guerra civile e del primo intervento dell'ONU (con il quale era presente anche una forza italiana, protagonista della storia) per fermare l'ondata di odio fondamentalista che investì la regione dopo l'arrivo dell'OLP di Arafat con migliaia di profughi arabi dalla Palestina.
- La rabbia e l'orgoglio, Milano, Rizzoli, 2001. ISBN 88-17-86983-X. Il libro riprende con varie aggiunte un lunghissimo articolo pubblicato dal Corriere della sera il 29 settembre 2001. Il tono è quello di un pamphlet contro le dittature, il terrorismo, l'estremismo e il fanatismo religioso nati dall'Islam, ma anche contro la mediocrità dei governanti che, celandosi dietro il linguaggio politicamente corretto, tollerano e in certi casi favoriscono il propagarsi della cultura islamica nell'Occidente. Il libro ha suscitato molte critiche e polemiche per il suo taglio duro e per certe affermazioni che, inizialmente attribuite allo shock per gli attentati, in seguito sono state confermate dall'autrice e riprese nel libro successivo.
- La forza della ragione, Milano, Rizzoli, 2004. ISBN 88-17-00296-8. Inizialmente concepito come un post scriptum del precedente, la Fallaci risponde ai violenti attacchi ricevuti da gruppi islamici, gruppi politici e movimenti facenti riferimento soprattutto alla sinistra a seguito della pubblicazione del volume del 2001. Contiene riferimenti a Mastro Cecco, alla cui figura l'autrice si richiama, un poeta-astronomo condannato per eresia dal Sant'Uffizio e bruciato vivo sul rogo nel 1328 insieme con le copie del suo libro, La Sfera Armillare. In realtà non risulta alcun saggio di Cecco d'Ascoli con questo titolo, probabilmente è un riferimento a Tractatus in sphaerae, commento all'opera cosmografica Sphaera Mundi dell'inglese Giovanni Sacrobosco.
- Oriana Fallaci intervista Oriana Fallaci, Milano, Corriere della Sera, 2004. Volume uscito nel mese di agosto per i lettori del Corriere della Sera; vendute 800 000 copie nella sola estate.
- Oriana Fallaci intervista sé stessa - L'Apocalisse, New York, Rizzoli international, 2004. ISBN 88-17-00684-X. Esce in libreria Oriana Fallaci intervista Oriana Fallaci con un nuovo titolo, varie aggiunte (la Fallaci narra il suo incontro con Bin Laden) e un nuovo capitolo (L'Apocalisse). È l'ultimo libro pubblicato prima della morte (nelle ultime pagine parla proprio di quest'argomento).

### Libri postumi
- Oriana Fallaci. Intervista con la Storia. Immagini e parole di una vita, a cura di Alessandro Cannavò, Alessandro Nicosia, Edoardo Perazzi, Milano, Rizzoli, 2007, ISBN 978-88-17-01979-8[104].
- Un cappello pieno di ciliege, Milano, Rizzoli, 2008, ISBN 978-88-17-02781-6[105].
- Intervista con il Potere, Milano, Rizzoli, 2009, ISBN 978-88-17-03586-6[106].
- Saigon e così sia, Milano, Rizzoli, 2010.[107]
- Intervista con il mito, Milano, Rizzoli, 2010, ISBN 978-88-17-04560-5.[108]
- Il mio cuore è più stanco della mia voce, Collana Opere di Oriana Fallaci, Milano, Rizzoli, 2013, ISBN 978-88-17-06127-8.[109]
- Viaggio in America, Collana Saggi italiani, Milano, Rizzoli, 2014, ISBN 978-88-17-07427-8.[110]
- Oriana Fallaci. In parole e immagini, a cura di Edoardo Perazzi, Milano, Rizzoli, 2014, ISBN 978-88-17-07753-8.
- Le radici dell'odio. La mia verità sull'Islam, Prefazione di Lucia Annunziata, Collana Saggi italiani, Milano, Rizzoli, 2015, ISBN 978-88-17-08428-4.
- Pasolini. Un uomo scomodo, Introduzione di Alessandro Cannavò, Milano, Rizzoli, 2015, ISBN 978-88-17-08503-8.
- Solo io posso scrivere la mia storia. Autoritratto di una donna scomoda, Collana Saggi, Milano, Rizzoli, 2016, ISBN 978-88-17-09010-0.
- L'Italia della Dolce Vita, Collana Saggi italiani, Milano, Rizzoli, 2017, ISBN 978-88-17-09461-0.
- 1968. Dal Vietnam al Messico. Diario di un anno cruciale, Collana Saggi italiani, Milano, Rizzoli, 2017, ISBN 978-88-17-09672-0.
- La vita è una guerra ripetuta ogni giorno, Collana Saggi italiani, Milano, Rizzoli, 2018, ISBN 978-88-17-09958-5.
- La luna di Oriana, Collana Saggi italiani, Milano, Rizzoli, 2018, ISBN 978-88-17-10820-1.
- Se nascerai donna, Collana Saggi italiani, Milano, Rizzoli, 2019, ISBN 978-88-171-3978-6.
- Sveglia Occidente. Dispacci dal fronte delle guerre dimenticate, Collana Saggi, Milano, Rizzoli, 2021, ISBN 978-88-171-5886-2.
- Gli adorabili. Miss Fallaci alla conquista dell'America, Collana Saggi italiani, Milano, Rizzoli, 2023, ISBN 978-88-171-6471-9.
- Processo alla minigonna. Da Coco Chanel a Mary Quant l'impero della moda tra genio e follia, Prefazione di Maria Grazia Chiuri, Collana Saggi italiani, Milano, Rizzoli, 2025, ISBN 978-88-171-6473-3.
- La mia Toscana, Collana Varia illustrati, Rizzoli, Milano, ISBN 978-88-17-04080-8[111].

### Epistolari
- La paura è un peccato. Lettere da una vita straordinaria, Prefazione di Edoardo Perazzi, Collana Saggi, Milano, Rizzoli, 2016, ISBN 978-88-17-08787-2.
- Si dà il caso invece che io sia davvero uno scrittore. Lettere a Sergio Pautasso (1976-77), Milano, De Piante, 2018, ISBN 978-88-942-2866-3.

### Articoli
- Intervista a Komeini, Corriere della Sera, 26 settembre 1979.
- La rabbia e l'orgoglio, in Corriere della Sera, 29 settembre 2001 (archiviato dall'url originale il 30 luglio 2012).
- Fiorentini, esprimiamo il nostro sdegno, Corriere della Sera 6 novembre 2002
- La rabbia, l'orgoglio e il dubbio, Corriere della Sera, 14 marzo 2003
- Il nemico che trattiamo da amico, Corriere della Sera 16 luglio 2005

### Introduzioni
- Jack London, Il richiamo della foresta, Collana BUR, Milano, Rizzoli, 1975.

## Nel cinema
Oriana Fallaci è citata nelle opere televisive o cinematografiche elencate nella seguente tabella.
| Anno | Film                                                        | Attrice                                                       | Note           |
| ---- | ----------------------------------------------------------- | ------------------------------------------------------------- | -------------- |
| 1980 | Panagulis vive                                              | Marcella Michelangeli                                         | Miniserie TV   |
| 2013 | Walesa - L'uomo della speranza (Wałęsa. Czlowiek z nadziei) | Maria Rosaria Omaggio                                         |                |
| 2015 | L'Oriana                                                    | Vittoria Puccini Irene Casagrande (Oriana Fallaci da giovane) | Miniserie TV   |
| 2019 | A Cup of Coffee with Marilyn                                | Miriam Leone                                                  | Cortometraggio |
| 2025 | Miss Fallaci                                                | Miriam Leone                                                  | Miniserie TV   |

La Fallaci viene citata come esempio di grande giornalista all'interno del film iraniano Close-up di Kiarostami.